# Sergey Danilin
Sergey Vladimirovich Danilin (en russe : Сергей Владимирович Данилин, né le 1er janvier 1960 à Moscou et mort le 4 octobre 2021) est un ancien lugeur soviétique puis russe. Il a été actif durant les années 1980 et le début des années 1990. Champion du monde en 1981 et d'Europe en 1986, il a obtenu la médaille d'argent derrière Paul Hildgartner aux Jeux olympiques d'hiver de 1984 à Sarajevo.

## Palmarès

### Jeux olympiques d'hiver
- Médaille d'argent en simple aux JO de Sarajevo 1984
- 5 participations (1980, 1984, 1988, 1992 et 1994)

### Championnats du monde
- Médaille d'or en simple à Hammarstrand en 1981
- Médaille d'argent en simple à Lake Placid en 1983
- Médaille de bronze en simple à Igls en 1987
- Médaille de bronze par équipes à Winterberg en 1989
- Médaille de bronze par équipes à Calgary en 1990

### Coupe du monde
- Meilleur classement général : 2e en 1981/1982 et 1982/1983
- 5 victoires

### Championnats d'Europe
- Médaille d'or en simple à Hammarstrand en 1986
- Médaille d'argent à Winterberg en 1982